# Boxweltmeisterschaften der Frauen 2010
Die 6. Amateur-Boxweltmeisterschaften der Frauen fanden in der Zeit vom 6. bis 19. September 2010 in Bridgetown auf Barbados statt.

## Medaillengewinnerinnen
| Gewichtsklasse                       | Gold                               | Silber                         | Bronze                                                           |
| ------------------------------------ | ---------------------------------- | ------------------------------ | ---------------------------------------------------------------- |
| Halbfliegengewicht (– 48 Kilogramm)  | Mary Kom Indien                    | Steluta Duta Rumänien          | Alice Appari Philippinen Natsgul Boranbajewa Kasachstan          |
| Fliegengewicht (– 51 Kilogramm)      | Ren Cancan Volksrepublik China     | Nicola Adams England           | Tatjana Kob Ukraine Hanne Mäkinen Finnland                       |
| Bantamgewicht (– 54 Kilogramm)       | Jelena Saweljewa Russland          | Kim Hye-song Nordkorea         | Karolina Michalczuk Polen Csilla Nemedi-Varga Ungarn             |
| Federgewicht (– 57 Kilogramm)        | Yun Kum-ju Nordkorea               | Yang Yanzi Volksrepublik China | Tassamalee Thongjan Thailand Rim Jouini Tunesien                 |
| Leichtgewicht (– 60 Kilogramm)       | Katie Taylor Irland                | Dong Cheng Volksrepublik China | Queen Underwood Vereinigte Staaten Karolina Graczyk Polen        |
| Leichtweltergewicht (– 64 Kilogramm) | Gülsüm Tatar Türkei                | Wera Slugina Russland          | Klara Svensson Schweden Cashmere Jackson Vereinigte Staaten      |
| Weltergewicht (– 69 Kilogramm)       | Andrecia Wasson Vereinigte Staaten | Savannah Marshall England      | Yang Tingting Volksrepublik China Marichelle de Jong Niederlande |
| Mittelgewicht (– 75 Kilogramm)       | Mary Spencer Kanada                | Li Jinzi Volksrepublik China   | Lilja Durnejewa Ukraine Maria Kovacs Ungarn                      |
| Halbschwergewicht (– 81 Kilogramm)   | Roseli Feitosa Brasilien           | Marina Wolnowa Kasachstan      | Timea Nagy Ungarn Wang Yanrui Volksrepublik China                |
| Schwergewicht (+ 81 Kilogramm)       | Nadeschda Torlopowa Russland       | Katerina Kuchtsel Ukraine      | Li Yunfei Volksrepublik China Kavita Chahal Indien               |